# Spizaphilus cuniculator
Spizaphilus cuniculator is een rechtvleugelig insect uit de familie Anostostomatidae. De wetenschappelijke naam van deze soort is voor het eerst geldig gepubliceerd in 1848 door Coquerel.